# 參數變換法
參數變換法（英語：variation of parameters），也称为常数變換法，是求解非齐次线性常微分方程的一种通用方法。
对于一阶非齐次线性微分方程，通常可以通过积分因子或待定系数以相当少的努力找到解，尽管这些方法利用涉及猜测的启发式方法并且不适用于所有非齐次线性微分方程。
参数的变化也扩展到线性偏微分方程，特别是线性演化方程的非齐次问题，如热方程、波动方程和振动板方程。 在这种情况下，该方法通常被称为杜哈梅原理，以首先应用该方法求解非均匀热方程的法国数学家讓-瑪麗·杜哈梅（1797-1872）的名字命名。 有时参数本身的变化称为杜哈梅原理，反之亦然。